# Transvulcania
Die Transvulcania ist ein Ultramarathon auf der Kanarischen Insel La Palma mit einer seit 2014 von 83,3 auf 73 Kilometer geänderten Laufstrecke, auf der ein Höhenunterschied von insgesamt 8525 Metern (davon 4415 m bergauf und 4110 m bergab) überwunden werden muss. Der Ultra-Run der Transvulcania bringt Punkte im World-Ranking der International Skyrunning Federation (ISF).
Bei der Transvulcania werden seit 2014 ein Marathon und ein Vertical-Rennen im Rahmen der International Skyrunning Federation (ISF) gelaufen – letzteres ebenfalls in der weltweiten Wertung der Skyrunning Federation (ISF). Außerdem ist von Anfang an ein Halbmarathon im Programm der Transvulcania.
Der international besetzte Wettkampf findet seit 2009 jährlich statt, mit Ausnahme von 2020 (COVID-19-Pandemie) und 2021 (Vulkanausbruch). Die Teilnehmerzahl im ersten Jahr betrug noch 378. Im Jahr 2014 waren bereits über 2000 Athleten aus 50 Ländern am Start, womit die Kapazitätsgrenze des Wettkampfes erreicht wurde.

## Laufdisziplinen
Ergänzend zum Ultramarathon wurden weitere Laufdisziplinen, Halbmarathon, Marathon und Vertikal-Trail durchgeführt.
| Disziplin      | Start- / Zielort                       | Distanz in km | Höhenmeter in m |
| -------------- | -------------------------------------- | ------------- | --------------- |
| Ultramarathon  | Fuencaliente / Los Llanos              | 73,0          | 8525            |
| Halbmarathon   | Fuencaliente / Refugio El Pilar        | 26,8          | 2910            |
| Marathon       | Refugio El Pilar / Puerto de Tazacorte | 44,3          | 4890            |
| Vertikal Trail | Puerto de Tazacorte                    | 6,6           | 1160            |

## Laufstrecken
Der Ultramarathon beginnt um 6 Uhr morgens im Süden der Insel am Leuchtturm von Fuencaliente, wo der Aufstieg auf die über 1900 Meter hohe Vulkanroute beginnt. Zu diesem Zeitpunkt herrscht noch Dunkelheit, die Läufer müssen sich ihren Weg mit Taschen- oder Stirnlampen ausleuchten.
Um 6:30 Uhr beginnt auf demselben Streckenabschnitt der Halbmarathon. Am Ende der Vulkanroute, dem Refugio El Pilar, befinden sich das Ziel des Halbmarathons und der Startpunkt des Marathons (um 10:30 Uhr). Es schließt sich eine ebene Laufstrecke auf der 1400 Meter hohen Cumbre Nueva an. Dann folgt ein weiterer Aufstieg auf die Bergkette der Caldera de Taburiente mit dem 2400 Meter hohen Roque de los Muchachos. Danach geht es über schmale und steinige Pfade wieder stetig bergab. Bevor der Hafen Puerto de Tazacorte erreicht wird, muss noch eine 500 Meter hohe, steile Bergwand über viele Serpentinen überwunden werden (Strecke des Vertikal Trail).
Puerto de Tazacorte ist das Ziel des Marathons. Von hier führt die Strecke durch die Schlucht des Barranco de Las Angustias wieder ca. 400 Meter hoch nach Los Llanos de Aridane, dem Ziel des Ultramarathons.

## Gewinner der Transvulcania

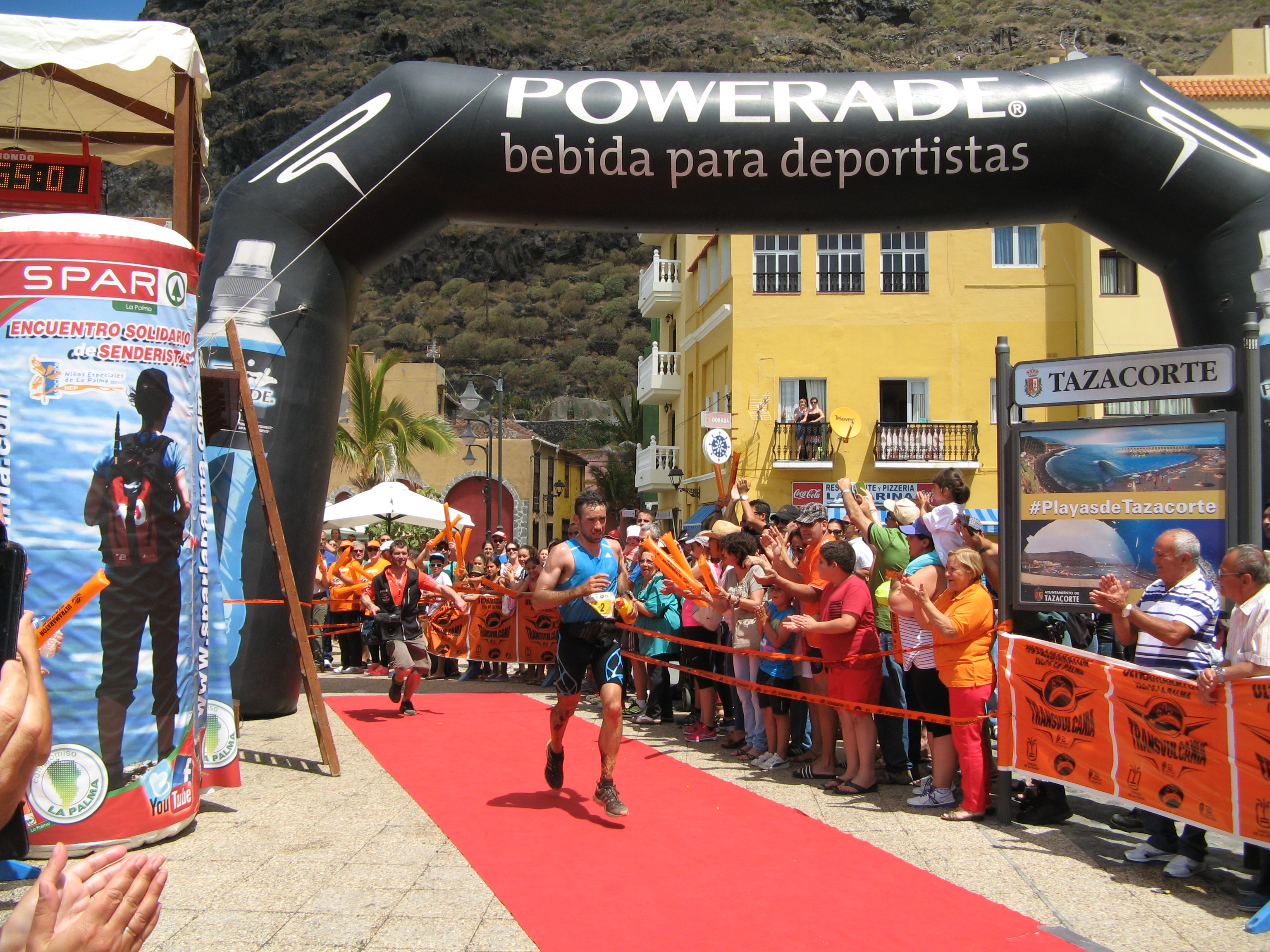
Luis Alberto Hernando (Spanien) Sieger des Transvulcania am 10. Mai 2014 im Streckenabschnitt Puerto Tazacorte

| Jahr | Rang | Herren                            | Zeit    | Damen                            | Zeit    |
| ---- | ---- | --------------------------------- | ------- | -------------------------------- | ------- |
| 2013 | 01.  | Kílian Jornet Burgada (ES)        | 6:54:09 | Emelie Forsberg (S)              | 8:13:22 |
|      | 02.  | Luis Alberto Hernando (ES)        | 6:58:31 | Nuria Picas (ES)                 | 8:19:30 |
|      | 12.  | Philipp Reiter (D)                | 8:03:52 |                                  |         |
| 2014 | 01.  | Luis Alberto Hernando (ES)        | 6:55:41 | Anna Frost (NZ)                  | 8:10:41 |
|      | 02.  | Kílian Jornet Burgada (ES)        | 7:01:34 | Maite Mayora Elizondo (ES)       | 8:20:29 |
|      | 05.  | Stephan Hugenschmidt (D)          | 7:27:10 |                                  |         |
| 2015 | 01.  | Luis Alberto Hernando (ES)        | 6:52:39 | Emelie Forsberg (SWE)            | 8:32:59 |
|      | 02.  | Dani García (ES)                  | 7:21:28 | Anna Comet Pascua (ES)           | 9:02:57 |
|      | 03.  | Blake Hose (Australien)           | 7:25:23 | Myriam Marie Guillot Boisset (F) | 9:15:06 |
| 2016 | 01.  | Luis Alberto Hernando (ES)        | 7:04:44 | Ida Nilsson (SWE)                | 8:14:18 |
|      | 02.  | Nicolas Martin (F)                | 7:10:40 | Anne-Liese Rousset (F)           | 8:31:53 |
|      | 03.  | Sage Canaday (USA)                | 7:14:16 | Ruth Croft (NZL)                 | 8:33:32 |
| 2017 | 01.  | Timothy Lee Freriks (USA)         | 7:02:03 | Ida Nilsson (SWE)                | 8:04:17 |
|      | 02.  | Ludovic Pommeret (F)              | 7:18:15 | Anne-Liese Rousset (F)           | 8:32:15 |
|      | 03.  | Zaid Ait Malek (ES)               | 7:26:31 | Hillary Allen (USA)              | 8:38:46 |
| 2018 | 01.  | Pere Aurell Bove (ES)             | 7:37:26 | Ida Nilsson (SWE)                | 8:40:43 |
|      | 02.  | Dmitry Mityaev (RUS)              | 7:38:22 | Mònica Comas Molist (ES)         | 8:46:57 |
|      | 03.  | Thibaut Garrvier (F)              | 7:42:49 | Kelly Wolf (USA)                 | 8:49:45 |
| 2019 | 01.  | Thibaut Garrivier (F)             | 7:11:04 | Ragna Debats (ES)                | 8:09:25 |
|      | 02.  | Dmitry Mityaev (RUS)              | 7:14:23 | Anne-Liese Rousset Seguret (F)   | 8:25:11 |
|      | 03.  | Petter Engdahl (SWE)              | 7:21:28 | Megan Kimmel (USA)               | 8:35:03 |
| 2022 | 01.  | Petter Engdahl (SWE)              | 7:10:29 | Abby Hall (USA)                  | 8:29:10 |
|      | 02.  | Miguel Angel Heras Hernandez (ES) | 7:42:32 | Yngvild Kaspersen (NO)           | 8:47:03 |
|      | 03.  | Cristofer Clemente (ES)           | 7:45:32 | Jessica Tippan Gutierrez (EC)    | 9:28:45 |
| 2023 | 01.  | Dakota Jones (USA)                | 7:02:16 | Martina Valmassoi (IT)           | 9:09:13 |
|      | 02.  | Damien Humbert (F)                | 7:10:16 | Edyta Lewandowska (PL)           | 9:21:40 |
|      | 03.  | Andreas Reiterer (IT)             | 7:17:26 | Meg Mackenzie (ZA)               | 9:28:06 |